# Ямбор, Тимотей
Тимоте́й Я́мбор (словац. Timotej Jambor; род. 4 апреля 2003, Свит, Прешовский край) — словацкий футболист, нападающий клуба «Жилина».

## Клубная карьера
Ямбор — воспитанник клубов «Свит», «Татран» и «Жилина». 21 ноября 2020 года в матче против  «Тренчина» он дебютировал в чемпионата Словении в составе последнего. 22 мая 2021 года в поединке против «Злате-Моравце» Тимотей забил свой первый гол за «Жилину». 

## Международная карьера
В 2022 году Ямбор в составе юношеской сборной Словакии принял участие в домашнем юношеском чемпионате Европы. На турнире он сыграл в матчах против команд Франции, Италии и Румынии.